# 洛溪大桥
洛溪大桥位于中华人民共和国廣東省广州市海珠区与番禺区之间的珠江沥滘航道上，是广州市区连接番禺的交通要道。该桥为双向十车道，北端连接广州大道，南端连接105国道。中间旧桥於1984年10月动工，1988年建成通车；东西侧新桥于2018年5月开工，2021年2月建成通车。
洛溪大桥中间旧桥是全国政協副主席霍英东捐出1千万元港元（霍英东并提到何賢、何添也各出资100万）以实物投资生财产生的资金兴建的，並由番禺路桥公司負责管理。该桥在当时是亚洲同类桥梁之冠，排名更是全球第六位。

## 交通问题
洛溪大桥通车后，成为广州市区通往番禺、顺德、中山等地区的必经之路，随著珠三角的经济发展迅速，过桥的车辆日益增加，当年设计车流量為每日3万辆，但现在实际流量达7万辆，严重時更达每日10万辆，远远超过设计流量，每辆车更收取至少5元，20多年来应该清还所有借贷，但仍然继续收费，而且因收费而使本來已相當庞大的车流，更为拥挤，所以洛溪大桥经常大排长龙；有见及此，政府兴建了番禺大桥，希望能分流洛溪大桥的车辆，但由於番禺大桥的通行费用昂贵（小型车收费为15元），比洛溪大桥的收费高出3倍，所以有许多司机仍選擇洛溪大桥。

## 终止收费
洛溪大桥后期收费期间，收费未完，爭议不断，更有律师潘卫思因此向政府提起公益诉讼。最后，广东省政府宣告从2005年7月1日零时起终止收费，结束了17年的收费历史。为分流来往的车辆，及纾缓免费后洛溪大桥的车流量，政府对洛溪大桥实行交通管制，禁行的车辆需绕道番禺大桥及南沙港快速路，使大桥的交通压力逐渐降低。

## 拓宽工程
配合广州大道快速化工程，洛溪大桥将拓宽为双向八车道的桥梁。工程在原洛溪大桥东侧建设一座新桥，并将旧桥现有双向四车道改为单向四车道，新桥与旧桥组成双向八车道，同时完善人行道及非机动车道，新桥为斜拉桥，于2018年5月开工，预计于2020年12月底建成。
拓宽工程期间，2020年12月3日凌晨，一段人行道桁架滑落，没造成人员伤亡或车辆损坏。
2021年2月8日，历时两年七个月建设的洛溪大桥新桥全线通车，与旧桥实施交通转换。项目建成后，将打通洛溪大桥南北通道上的交通瓶颈。
2021年12月6日，洛溪大桥舊橋完成檢修工作，與新橋一起全面通車。最终建成为旧桥两侧各新建斜拉桥，新桥各为单向三车道，与旧桥组成双向十车道。